# Estádio Municipal Waldemar Grazziotin
O Estádio Municipal Waldemar Grazziotin é um estádio de futebol localizado na cidade brasileira de Antônio Prado, no estado do Rio Grande do Sul. Tem capacidade para 2.300 pessoas.